# NotJustSad
#NotJustSad ist ein Hashtag, unter dem Betroffene auf Twitter über ihre Depressionserkrankungen berichten. Es entwickelte sich im November 2014 vorübergehend zum „trending topic“ (englisch für „Trendthema“).

## Geschichte
Am 10. November 2014 veröffentlichte der Twitternutzer @R3nDom einen Tweet über seine Erfahrungen als Depressionskranker. Die Bloggerin @isayshotgun griff diesen Tweet auf und berichtete in mehreren eigenen Tweets über den Umgang ihrer Mitmenschen mit ihrer Erkrankung. Weitere Betroffene meldeten sich zu Wort, woraufhin die Nutzerin @Mali_2 vorschlug, entsprechende Tweets unter einem gemeinsamen Hashtag zu sammeln. Noch am selben Abend schlug sie selbst den Hashtag #NotJustSad vor. Das Hashtag wurde rasch von zahlreichen Nutzern und auch von den Medien aufgegriffen. Bereits am Morgen des 11. November berichtete die Süddeutsche Zeitung, später folgten unter anderem auch Zeit Online, Spiegel Online, heute.de, Der Tagesspiegel, Focus und N24. International berichtete die Webpräsenz von Al Jazeera. Am 5. Dezember 2014 schrieb @Mali_2 im Blog kleinerdrei von Anne Wizorek über die Entstehung des Hashtags. Am 15. Oktober 2014 veröffentlichte @isayshotgun ein Buch mit dem Titel Minusgefühle, das sich unter anderem mit dem Hashtag und seinen Auswirkungen auf ihr Leben beschäftigt.